# Джессика Фиорентино
Джессика Фиорентино (англ. Jessica Fiorentino, род. 16 сентября 1979, Чехия) — чешская порноактриса, лауреат премии XRCO Award.

## Биография
Родилась 16 сентября 1979 года в Чехии. Дебютировала в порноиндустрии в 2000 году, в возрасте около 21 года.
Снималась для таких студий, как Third Degree Films, Channel 69, Devil’s Film, Evil Angel, Hustler Video, Jill Kelly Productions, Jules Jordan Video, New Sensations, Sin City, Wicked Pictures, Zero Tolerance Entertainment и других.
В 2001 году получила премию XRCO Award в номинации «лучшая сцена триолизма» за Please 9 совместно с Начо Видалем и Амандой.
Ушла из индустрии в 2014 году, снявшись в 249 фильмах.

## Награды и номинации
| Год  | Награда    | Категория              | Работа   | Результат |
| ---- | ---------- | ---------------------- | -------- | --------- |
| 2001 | XRCO Award | Лучшая сцена триолизма | Please 9 | Победа    |

## Избранная фильмография
- Please 9: Sex Warz (2000)
- Mademoiselle de Paris (2011)